# Munkelia Station
Munkelia Station (Munkelia stasjon) er en metrostation på Lambertseterbanen på T-banen i Oslo. Stationen ligger i området af samme navn i den sydvestlige del af Lambertseter. Stationen ligger ved indkørslen til tunnelen, der fører videre banen videre til Bergkrystallen. Der er en kiosk over tunnelen foruden stier til vejene Langbølgen og Mikrobølgen.
Stationen og stationsområdet blev opgraderet til metrostandard og genåbnet 3. september 2013.